# Bahnhof Lufthavnen
Bahnhof Lufthavnen (dänisch der Flughafen) ist eine Station der Kopenhagener Metro in Kastrup. Die Station wurde am 28. September 2007 für den neuerbauten U-Bahn-Abschnitt Lufthavnen-Lergravsparken eröffnet und ist Endstation der Linie M2. Die Station wurde als Hochbahn gebaut und liegt zum Teil direkt über der Umgehungsbahn der Öresundbahn (eine Sektion der Öresundbahn, die den Güterzügen ermöglicht, den unterirdischen Bahnhof Københavns Lufthavn, Kastrup zu umfahren).
Es bestehen Umsteigemöglichkeiten zu diversen Buslinien, zum Flughafenterminal 3 und zum Fernbahnhof Københavns Lufthavn, Kastrup, der im Tunnel unterhalb des Terminals gelegen ist.